# Christian Bravo Franke
Christian Antonio Bravo Franke (Maipú, Santiago; 7 de diciembre de 1968) es un exfutbolista chileno que jugaba de delantero.
Es el padre del también futbolista profesional Christian Bravo Araneda. 

## Trayectoria
Oriundo de Maipú, comenzó a jugar en las divisiones inferiores de Cobresal, debutando por el primer equipo durante 1989. Su nivel lo llevó a ser nominado a la selección nacional. Tras el descenso del conjunto salvadoreño a la Segunda División en 1992, la temporada 1993 fue cedido a Deportes Iquique de la Primera División. Tras el descenso en el equipo iquiqueño, en 1994 regresó a Cobresal, donde formó parte del equipo cobresalino que nuevamente descendió a la Segunda División.
Estuvo a pasos de firmar por un equipo suizo, pero una semana antes de realizarse la operación sufrió una lesión a la rodilla, de la que nunca pudo recuperarse en su totalidad. Por esto, terminó su carrera como futbolista profesional a los 25 años.

## Selección nacional
Jugó un partido por la selección chilena, en 1991 ante México. El partido terminó con una victoria por 1:0 a favor de El Tri.

### Partidos internacionales
| Partidos internacionales | Partidos internacionales | Partidos internacionales                        | Partidos internacionales | Partidos internacionales | Partidos internacionales | Partidos internacionales | Partidos internacionales | Partidos internacionales | Partidos internacionales |
| N.º                      | Fecha                    | Estadio                                         | Local                    | Resultado                | Visitante                | Goles                    | Asistencias              | DT                       | Competición              |
| ------------------------ | ------------------------ | ----------------------------------------------- | ------------------------ | ------------------------ | ------------------------ | ------------------------ | ------------------------ | ------------------------ | ------------------------ |
| 1                        | 9 de abril de 1991       | Estadio Luis "Pirata" Fuente , Veracruz, México | México                   | 1-0                      | Chile                    |                          |                          | Arturo Salah             | Amistoso                 |
| Total                    | Total                    | Total                                           | Presencias               | 1                        | Goles                    | 0                        |                          |                          |                          |

| Selección chilena | Selección chilena | Selección chilena |
| Año               | Partidos          | Goles             |
| ----------------- | ----------------- | ----------------- |
| 1991              | 1                 | 0                 |
| Total             | 1                 | 0                 |

## Clubes
| Club                        | País  | Año       |
| --------------------------- | ----- | --------- |
| Cobresal                    | Chile | 1989-1994 |
| → Deportes Iquique (cedido) | Chile | 1993      |